# کلیرلیک اوکس (کالیفرنیا)
کلیرلیک اوکس (به انگلیسی: Clearlake Oaks) یک منطقهٔ مسکونی در ایالات متحده آمریکا است که در شهرستان لیک، کالیفرنیا واقع شده‌است. کلیرلیک اوکس ۵٫۴۷۹ کیلومتر مربع مساحت و ۲٬۳۵۹ نفر جمعیت دارد و ۴۰۷ متر بالاتر از سطح دریا واقع شده‌است.